# فيليب تومسون
فيليب تومسون (بالإنجليزية: Philip Thompson)‏ هو محامي وسياسي أمريكي، ولد في 20 أغسطس 1789 في الولايات المتحدة، وتوفي في 25 نوفمبر 1836 في نفس البلد. انتخب عضو مجلس النواب الأمريكي.